# Osman Fırat
Osman Fırat (* 12. August 1984 in Malatya) ist ein türkischer Fußballspieler, der seit 2017 für Tuzlaspor spielt.

## Karriere

### Vereinskarriere
Osman Fırat begann dem Vereinsfußball in der Jugend von Malatyaspor. Im Frühjahr 2002 erhielt er hier einen Profivertrag, spielte aber weiterhin für die Reservemannschaft. Die Spielzeit 2003/04 spielte er als Leihgabe bei Beypazarı Şekerspor und wurde in den Mannschaftskader eingegliedert. Bis zum Saisonende absolvierte er sieben Ligaspiele für die Profimannschaft. In seiner zweiten Saison eroberte er sich einen Stammplatz und spielte hier eine weitere Spielzeit lang. Anschließend spielte er für Antalyaspor und als Leihgabe bei Siirtspor.
2006 wechselte er zu Gaziantep Büyükşehir Belediyespor und gehörte vier Spielzeiten zur Stammformation. Erst in der Spielzeit 2010/11 verlor er seinen Stammplatz und machte als Ersatzspieler 18 Spiele.
Im Sommer 2011 unterschrieb er bei seinem alten Verein und Zweitligisten Çaykur Rizespor einen Einjahresvertrag. Nach dem Vertragsablauf verließ er Rizespor und wechselte innerhalb der Liga zu TKİ Tavşanlı Linyitspor. Bereits zur Rückrunde verließ er diesen Verein und wechselte zum Ligakonkurrenten Karşıyaka SK. Zum Sommer wechselte er zum Stadtrivalen und Drittligisten Göztepe Izmir.
Zur Saison 2014/15 wechselte er zum Drittligisten Yeni Malatyaspor. Mit diesem Verein erreichte er am 34. Spieltag der Saison 2014/15, dem letzten Spieltag der Saison, die Meisterschaft und damit den Aufstieg in die TFF 1. Lig. Am Ende der Saison 2016/17 gelang ihm mit diesem Klub auch die Vizemeisterschaft der 1. Lig und damit der Aufstieg in die Süper Lig. Nach diesem Erfolg erhielt er aber keine Vertragsverlängerung und wechselte zur neuen Spielzeit zum Istanbuler Drittligisten Tuzlaspor.

## Erfolge
Mit Yeni Malatyaspor
- Meister der TFF 2. Lig und Aufstieg in die TFF 1. Lig: 2014/15
- Vizemeister der TFF 1. Lig und Aufstieg in die Süper Lig: 2016/17